# Giuseppe Fenaroli
Giuseppe, comte Fenaroli, francisé en « Joseph Fenaroli », né à Brescia, le 24 mars 1760 et mort le 17 janvier 1825, est un homme politique italien des XVIIIe et XIXe siècles.

## Biographie
Joseph Fenaroli reçut une éducation digne de sa naissance, et s'acquit bientôt, par ses talents, une grande autorité morale parmi ses concitoyens. Administrateur à la frontière de la république de Venise le long du fleuve Oglio en 1795, il se montra ardent patriote et seconda de toutes ses forces la révolution de 1796, dans la ville de Brescia, qui était alors sujette de la république de Venise.
Brescia ayant recouvré son indépendance, s'associa aux autres villes de l'Italie qui avaient également secoué le joug, et toutes formèrent en conséquence un seul gouvernement sous le nom de comités réunis. Bientôt après ces comités réunis prirent celui de république de Brescia (1797). La même année, Fenaroli fut appelé comme membre du gouvernement provisoire de la république dans la Commission des finances. Il déploya dans ces éminentes fonctions zèle et habileté. Aux vues les plus élevées et à une connaissance approfondie des vœux et des besoins des populations, il joignait le plus rare désintéressement, alors que plusieurs de ceux qui avaient occupé ou occupèrent après lui la même charge, n'avaient été mus que par un seul mobile, celui d'accroître leur fortune.
Les succès des Austro-Russes en Italie ayant mené la chute de la République cisalpine, le comte Fenaroli fut obligé de se retirer à Parme, auprès de la marquise Bergonzi, sa sœur. Il revint en 1800 avec l'armée française, et après la victoire de Marengo, qui avait rétabli cette république, il y reprit le rang élevé qu'il occupait.
Il poursuivit sa carrière politique lorsque la république de Brescia fut unie à la République cisalpine : membre du Corps législatif près le Grand Conseil de la République (9 novembre 1797 - 15 avril 1798), membre du conseil des finances (20-22 novembre 1797).
En 1801, Bonaparte, Premier consul, appela à Lyon une consulte extraordinaire (31 décembre 1801 - 26 janvier 1802). Le comte Fenaroli, représentant le département de la Mella, fit partie des quatre-cent-cinquante-deux députés qui composèrent cette assemblée, et fut ensuite membre du collège électoral des propriétaires fonciers (26 janvier 1802) et de la consulte d'État qui, composée de dix citoyens, âgés d'au moins quarante ans, distingués par des services rendus à la république, était chargée spécialement de l'examen des traités diplomatiques et de tout ce qui était relatif aux affaires extérieures de l'État.
Comme membre de la consulte d'État, il fut appelé, ainsi que ses collègues, à Paris, vers le commencement de 1805. Cette assemblée, par sa délibération du 15 mars, rédigée en statut constitutionnel le 17, exprima le vœu que l'empereur Napoléon Ier, fondateur de la République italienne (1802-1805), fût déclaré roi d'Italie (royaume d'Italie (1805-1814)).
Aussi, à peine eut-il placé la couronne d'Italie sur sa tête, qu'il nomma Fenaroli Grand-maître du palais (grand majordome, 9 mai 1805-1814), membre du Conseil d'État (9 mai 1805 - 19 février 1809).
Napoléon honorait le comte Fenaroli d'une estime et d'une affection toute particulière ; en toute occasion il s'était plu à lui donner des marques de ses sentiments, et, dans les cinq différentes fois qu'il avait passé par Brescia, les trois premières comme général en chef, et les deux autres comme empereur, il avait toujours logé chez le comte Fenaroli. Sénateur de droit (19 février 1809 - 1814), grand dignitaire de l'ordre de la Couronne de fer (20 février 1806) et commandeur de la Légion d'honneur (17 juillet 1804), comte du Royaume (lettres patentes du 12 avril 1809), Fenaroli était devenu un des membres de la haute administration les plus populaires à Milan, et s'était acquis une grande influence auprès du vice-roi Eugène de Beauharnais et de son épouse ; en témoignage de l'affection que le prince et la princesse lui portaient, ils logèrent toujours chez lui, à Brescia, dans les voyages qu'ils faisaient dans l'intérieur de leurs États.
Le comte Fenaroli conserva ses fonctions jusqu'à ce que Napoléon eut perdu les couronnes de France et d'Italie. Toutefois, lorsque l'Italie eut été placée sous les lois autrichiennes, le comte Fenaroli fut accueilli avec la plus grande distinction par François Ier, empereur d'Autriche, qui le maintint dans les honneurs et les émoluments de grand dignitaire de l'Ordre de la Couronne de Fer.
Depuis cette époque, le comte Fenaroli, resté étranger aux affaires publiques, partageait son temps entre la culture des sciences et des lettres et la pratique de la bienfaisance, lorsqu'il mourut le 17 janvier 1825.

## Vie  familiale
La famille des comtes Fenaroli, une des plus anciennes et des plus illustres de l'Italie, a produit de grands capitaines comme le célèbre Ventura Fenaroli (né vers 1472), qui, en 1512, lors de la ligue de Cambrai, s'acquit le glorieux surnom de Caton de sa patrie, et Charles-Celse Fenaroli, né dans les premières années du XVIIe siècle, capitaine très estimé[réf. nécessaire] qui assista au siège de Candie, en 1645, et fut gouverneur de cette ville.
Fils du comte Barthélemi Fenaroli et de la comtesse Paule Avogadro, son épouse, héritière de l'illustre famille de ce nom, Giuseppe Fenaroli n'avait jamais été marié.
Un deuxième comte Barthélemi Fenaroli, chambellan de l'empereur d'Autriche et chevalier de l'Ordre de la Couronne de fer, et son frère le comte Hippolyte Fenaroli, furent les neveux et les uniques héritiers de Giuseppe. Le comte Barthélemi fut maire de la ville de Brescia, de 1829 à 1838. Leur père, le comte Jérôme Fenaroli, frère de Joseph, homme très éclairé et très instruit, occupa pendant quelque temps la chaire de mathématiques à l'université de Bologne, et mourut en 1802, âgé de quarante-huit ans. Le comte Antoine Fenaroli, frère aîné de Joseph et de Jérôme Fenaroli, mort en 1825, avait parcouru également une carrière honorable et utile à sa patrie. Il avait été élu président du directoire, mais n'avait point accepté cette charge.

## Armoiries
| Figure | Blasonnement |
|        | Armes de comte du Royaume, Écartelé : au 1, de sinople chargé d'un chevron abaissé d'or, surmonté de cinq étoiles du même, 3 et 2 (Comte grands officiers de la Couronne) ; au 2, de gueules à un bâton de commandement de sable herminé et cerclé d'or ; au 3, de gueules à un foyer à flamme ondoyante d'argent ; au 4, palé d'argent et d'azur., Livrée : blanc, rouge et vert. |